# Novo Alegre
Novo Alegre är en kommun i Brasilien.   Den ligger i delstaten Tocantins, i den centrala delen av landet, 400 km norr om huvudstaden Brasília. Antalet invånare är 2 286.
Omgivningarna runt Novo Alegre är huvudsakligen savann. Runt Novo Alegre är det glesbefolkat, med 12 invånare per kvadratkilometer.